# Sylvania Mountains

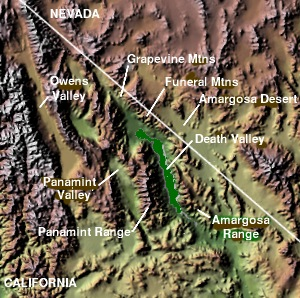
Geländeprofil der Region zwischen Kalifornien und Nevada rund um das Death Valley

Die Sylvania Mountains sind eine Bergkette am östlichen Rand von Kalifornien und in Nevada in den USA. Die Sylvania Mountains ziehen sich in einer ost-westlichen Richtung nördlich der Last Chance Range am nördlichen Rand des Death Valley National Park entlang. Am östlichen Rand des Geländes erreichen die Berge eine Höhe von ca. 2.400 Metern. Das Gebiet ist zum größten Teil öffentlicher Grund und Boden und wird als Sylvania Mountains Wilderness vom Bureau of Land Management, einer Behörde des US-Innenministeriums verwaltet. Die nächstgelegene Stadt ist das ungefähr 50 Kilometer entfernte Bishop.

## Weblink
- Genaue Beschreibung beim Bureau of Land Management (engl.)